# Türkiye Kupası 2001/02

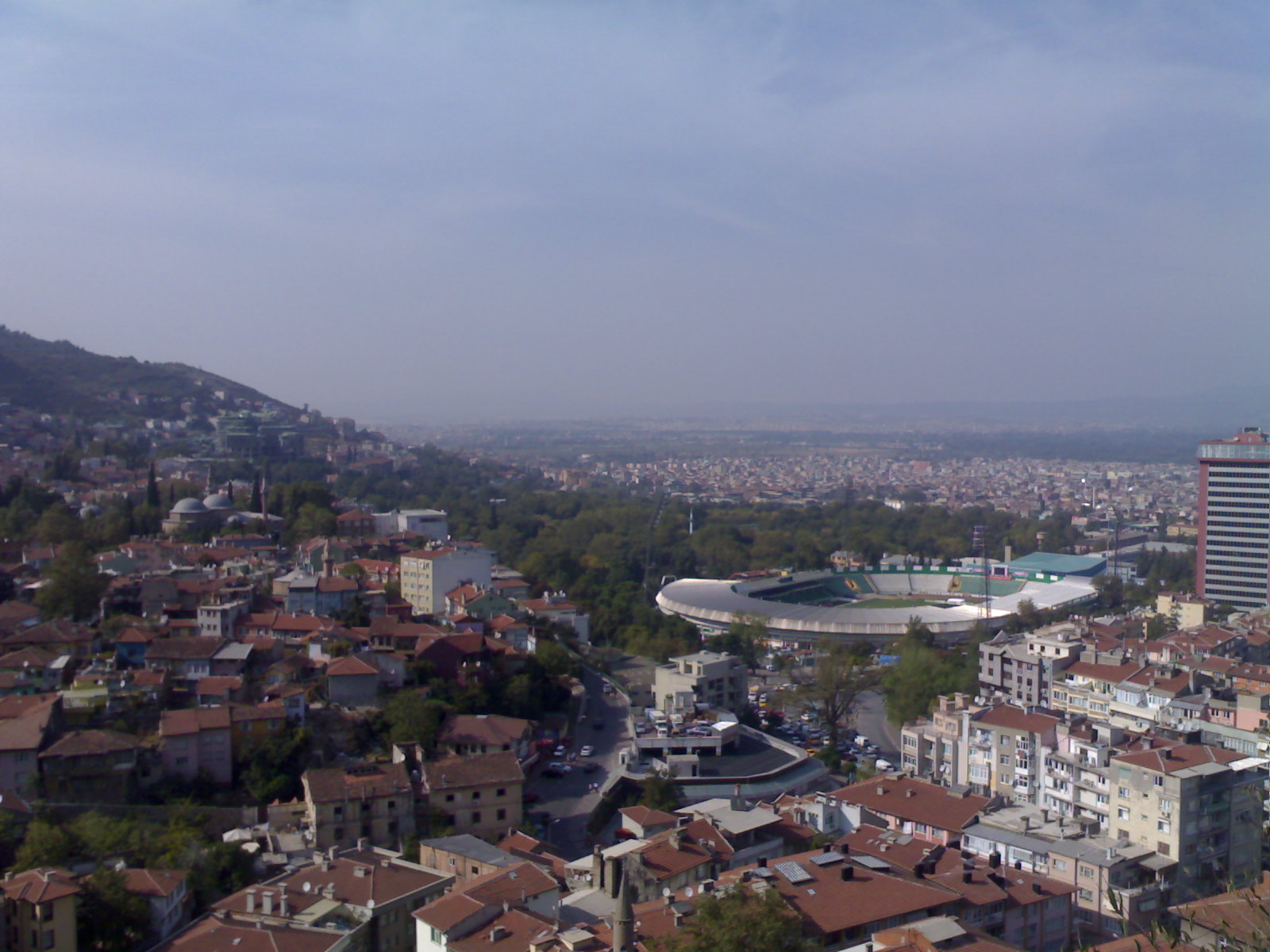
Das Finale fand im Bursa-Atatürk-Stadion statt.

Die Türkiye Kupası 2001/02 war die 40. Auflage des türkischen Pokalwettbewerbes. Der Wettbewerb begann am 9. Oktober 2001 mit der 1. Runde und endete am 3. April 2002 mit dem Finale. Im Endspiel trafen Beşiktaş Istanbul und Kocaelispor aufeinander. Beşiktaş nahm zum elften Mal am Finale teil und Kocaelispor zum zweiten Mal.
Kocaelispor besiegte Beşiktaş Istanbul mit 4:0 und gewann diesen Wettbewerb zum zweiten Mal. Austragungsort war das Atatürk-Stadion in Bursa.

## Teilnehmende Mannschaften
Für den türkischen Pokal waren folgende 64 Mannschaften teilnahmeberechtigt:
| Süper Lig die 18 Vereine der Saison 2000/01 | 2. Liga die 30 Vereine der Saison 2000/01 | 3. Liga die 16 Vereine aus der Aufstiegsrunde der Saison 2000/01 |
| Adanaspor Antalyaspor Beşiktaş Istanbul Bursaspor Çaykur Rizespor Denizlispor Erzurumspor Fenerbahçe Istanbul Galatasaray Istanbul Gaziantepspor Gençlerbirliği Ankara İstanbulspor Kocaelispor MKE Ankaragücü Samsunspor Siirt Jet-Pa Spor Trabzonspor Yimpaş Yozgatspor | Akçaabat Sebatspor Altay İzmir Amasyaspor Ankaraspor Aydınspor Batman Petrolspor Cizrespor Dardanelspor Diyarbakırspor Elazığspor Gaziantep BB Gaziosmanpaşaspor Göztepe Izmir Gümüşhanespor Hatayspor Ispartaspor Istanbul BB Izmirspor Kartalspor Karşıyaka SK Kayseri Erciyesspor Kayserispor Konyaspor Malatyaspor Mobellaspor Sakaryaspor Şanlıurfaspor Şekerspor Sivasspor Türk Telekomspor | Adana Demirspor Ankara Demirspor Bulancakspor Iğdırspor Istanbul Kartal Belediyespor Kahramanmaraşspor Küçükköyspor Kütahyaspor Maltepespor Mardinspor Marmaris Belediye Gençlikspor Mustafakemalpaşaspor Sapancaspor Silopi Cudispor Tokatspor Uşakspor |

## 1. Hauptrunde
Die 1. Hauptrunde fand am 9. und 10. Oktober 2001 statt. In dieser Runde traten 36 Vereine an: 20 Zweitligisten aus der regulären Saison 2000/01 und 16 Drittligisten (die zweiten besten aus je acht Gruppen)
|                              | Ergebnis                    |                               |
| ---------------------------- | --------------------------- | ----------------------------- |
| Kütahyaspor                  | 0:2 (0:1)                   | Dardanelspor                  |
| Aydınspor                    | 3:2 (1:2)                   | Karşıyaka SK                  |
| Batman Petrolspor            | 2:3 n.GG. (2:2)             | Silopi Cudi                   |
| Cizrespor                    | 2:0 (2:0)                   | Mardinspor                    |
| Gaziantep BB                 | 2:0 (1:0)                   | Adana Demirspor               |
| Gümüşhanespor                | 1:1 n. V. (0:0) (3:0 i. E.) | Akçaabat Sebatspor            |
| Iğdırspor                    | 1:0 (0:0)                   | Bulancakspor                  |
| Ispartaspor                  | 2:1 (1:1)                   | Uşakspor                      |
| Istanbul Kartal Belediyespor | 1:5 (1:2)                   | Kartalspor                    |
| Izmirspor                    | 0:1 (0:0)                   | Marmaris Belediye Gençlikspor |
| Kahramanmaraşspor            | 4:0 (2:0)                   | Kayserispor                   |
| Küçükköyspor                 | 2:0 (2:0)                   | Gaziosmanpaşaspor             |
| Mobellaspor                  | 2:0 (0:0)                   | Ankaraspor                    |
| Mustafakemalpaşaspor         | 0:2 (0:0)                   | Sapancaspor                   |
| Sakaryaspor                  | 4:2 (2:0)                   | Maltepespor                   |
| Şanlıurfaspor                | 1:1 n. V. (5:3 i. E.)       | Malatyaspor                   |
| Tokatspor                    | 0:1 (0:0)                   | Amasyaspor                    |
| Türk Telekomspor             | 3:2 (1:0)                   | Ankara Demirspor              |

## 2. Hauptrunde
Die 2. Hauptrunde wurde am 7. November 2001 ausgetragen. Zu den 18 Siegern aus der 1. Hauptrunde nahmen hier die Play-off-Teilnehmer aus der 2. Liga der Saison 2000/01 teil.
|                               | Ergebnis              |                     |
| ----------------------------- | --------------------- | ------------------- |
| Aydınspor                     | 0:1 (0:0)             | Göztepe Izmir       |
| Istanbul BB                   | 3:0 (1:0)             | Sapancaspor         |
| Cizrespor                     | 0:2 (0:1)             | Diyarbakırspor      |
| Dardanelspor                  | 4:2 (1:0)             | Kartalspor          |
| Elazığspor                    | 2:1 (1:0)             | Silopi Cudi         |
| Gümüşhanespor                 | 2:2 n. V. (5:4 i. E.) | Sivasspor           |
| Hatayspor                     | 0:1 n.GG.             | Kahramanmaraşspor   |
| Iğdırspor                     | 0:2 (0:0)             | Amasyaspor          |
| Ispartaspor                   | 2:1 (1:0)             | Şekerspor           |
| Küçükköyspor                  | 0:4 (0:2)             | Sakaryaspor         |
| Marmaris Belediye Gençlikspor | 0:0 n. V. (3:5 i. E.) | Altay Izmir         |
| Mobellaspor                   | 2:3 (0:1)             | Kayseri Erciyesspor |
| Şanlıurfaspor                 | 1:1 n. V. (3:5 i. E.) | Gaziantep BB        |
| Türk Telekomspor              | 1:0 (0:0)             | Konyaspor           |

## 3. Hauptrunde
Die 3. Hauptrunde wurde vom 27. bis 29. November 2001 ausgetragen. Zu den 14 Siegern aus der 1. Hauptrunde nahmen hier die Erstligisten aus der Saison 2000/01 teil.
|                       | Ergebnis              |                      |
| --------------------- | --------------------- | -------------------- |
| Erzurumspor           | 1:0 n. GG.            | Galatasaray Istanbul |
| Gümüşhanespor         | 0:0 n. V. (4:5 i. E.) | İstanbulspor         |
| Beşiktaş Istanbul     | 2:1 n.GG. (1:1, 0:1)  | Sakaryaspor          |
| Istanbul BB           | 1:2 (1:1)             | Trabzonspor          |
| Dardanelspor          | 2:1 (0:0)             | Elazığspor           |
| Denizlispor           | 2:0 (2:0)             | Kayseri Erciyesspor  |
| Gaziantep BB          | 0:0 n. V. (4:5 i. E.) | Çaykur Rizespor      |
| Göztepe Izmir         | 3:2 n. V. (2:2, 1:1)  | Bursaspor            |
| Ispartaspor           | 2:3 (2:1)             | Gaziantepspor        |
| Kahramanmaraşspor     | 0:4 (0:2)             | Yimpaş Yozgatspor    |
| Kocaelispor           | 3:1 (2:1)             | Türk Telekomspor     |
| Samsunspor            | 7:1 (6:0)             | Siirtspor            |
| Adanaspor             | 4:0 (1:0)             | Antalyaspor          |
| MKE Ankaragücü        | 2:0 (0:0)             | Diyarbakırspor       |
| Fenerbahçe Istanbul   | 3:0 (1:0)             | Altay Izmir          |
| Gençlerbirliği Ankara | 2:1 (1:1)             | Iğdırspor            |

## Achtelfinale
Das Achtelfinale wurde vom 11. bis 13. Dezember 2001 ausgetragen.
|                     | Ergebnis                    |                       |
| ------------------- | --------------------------- | --------------------- |
| Fenerbahçe Istanbul | 1:2 (0:2)                   | Denizlispor           |
| Erzurumspor         | 2:2 n. V. (1:0) (5:3 i. E.) | Göztepe Izmir         |
| Adanaspor           | 2:1 n.GG. (1:1)             | MKE Ankaragücü        |
| Dardanelspor        | 0:2 (0:1)                   | İstanbulspor          |
| Trabzonspor         | 3:0 (2:0)                   | Samsunspor            |
| Gaziantepspor       | 2:0 (0:0)                   | Çaykur Rizespor       |
| Beşiktaş Istanbul   | 4:0 (1:0)                   | Yimpaş Yozgatspor     |
| Kocaelispor         | 2:1 (2:0)                   | Gençlerbirliği Ankara |

## Viertelfinale
Das Viertelfinale wurde am 5. und 6. Februar 2002 ausgetragen.
|               | Ergebnis              |                   |
| ------------- | --------------------- | ----------------- |
| Trabzonspor   | 0:1 (0:1)             | Denizlispor       |
| Erzurumspor   | 0:1 n. GG             | Kocaelispor       |
| İstanbulspor  | 1:2 (1:1)             | Adanaspor         |
| Gaziantepspor | 2:3 n. GG. (2:2, 1:2) | Beşiktaş Istanbul |

## Halbfinale
Das Halbfinale wurde am 6. März 2002 ausgetragen.
|             | Ergebnis  |                   |
| ----------- | --------- | ----------------- |
| Kocaelispor | 1:0 (1:0) | Adanaspor         |
| Denizlispor | 0:1 (0:0) | Beşiktaş Istanbul |

## Finale
| Paarung           | Kocaelispor – Beşiktaş Istanbul |
| Ergebnis          | 4:0 (1:0) |
| Datum             | 3. April 2003 um 19:30 Uhr |
| Stadion           | Atatürk-Stadion, Bursa |
| Schiedsrichter    | Metin Tokat (Batman) |
| Tore              | 1:0 Cihan Haspolatlı (44.) 2:0 Zdravkov Lazarov (59.) 3:0 Kaan Dobra (82.) 4:0 Serdar Topraktepe (83.) |
| Kocaelispor       | Ahmet Şahin – Faruk Sarman, Orhan Ak (28. Engin Öztonga), Ahmet Arslaner, Cihan Haspolatlı – Nuri Çolak, Kaan Dobra, Aleksandar Aleksandrov (70. Kwame Ayew), Ayman Abdelaziz – Cem Sinan Vergül, Zdravko Lazarov (62. Serdar Topraktepe) Cheftrainer: Hikmet Karaman |
| Beşiktaş Istanbul | Thomas Myhre – Ahmet Yıldırım, Ronaldo Guiaro, Tamer Tuna (78. Sertan Eser), Tayfur Havutçu – İbrahim Üzülmez, Zoubaier Baya, Tümer Metin (88. Ümit Bozkurt), Ahmet Dursun, Erman Güracar – İlhan Mansız Cheftrainer: Christoph Daum ( Deutschland)                   |
| Gelbe Karten      | Ayman Abdelaziz – Tayfur Havutçu, İbrahim Üzülmez |
| Platzverweise     | keine – İbrahim Üzülmez (52.) |

## Beste Torschützen
| Rang | Spieler           | Verein            | Tore |
| ---- | ----------------- | ----------------- | ---- |
| 1    | Mehmet Yılmaz     | Samsunspor        | 5    |
| 2    | Altan Aksoy       | Adanaspor         | 4    |
| 3    | Atay Efe          | Silopi Cudi       | 3    |
| 3    | Ferit Karataş     | Kahramanmaraşspor | 3    |
| 3    | Kazım Kılınç      | Ispartaspor       | 3    |
| 3    | Muhammet Kurtuluş | Sakaryaspor       | 3    |
| 3    | İlhan Mansız      | Beşiktaş Istanbul | 3    |
| 3    | Maxim Romashenko  | Gaziantepspor     | 3    |
| 3    | Gökmen Yıldıran   | Adanaspor         | 3    |